# نخستین دوره جشنواره بین‌المللی فیلم زردآلوی طلایی ایروان
نخستین دوره جشنواره بین‌المللی فیلم زردآلوی طلایی ایروان (انگلیسی: 1st Yerevan Golden Apricot International Film Festival) از تاریخ ۳۰ ژوئن تا ۴ ژوئیه ۲۰۰۴ در شهر ایروان پایتخت ارمنستان برگزار شد. در این دوره ۱۴۸ فیلم از سراسر دنیا از بیش از ۷۰ فیلمساز از ۲۰ کشور به رقابت پرداختند. جوایز بزرگ نخستین دوره جشنواره زردآلوی طلایی به آتوم اگویان (فیلم رقابتی), استفانی المادجیان (فیلم کوتاه و تجربی) و آرمن خاچاتریان (مستند) تعلق گرفت.

## جوایز
| رده                    | جایزه                                                   | فیلم                                                  | کارگردان           | کشور     |
| ---------------------- | ------------------------------------------------------- | ----------------------------------------------------- | ------------------ | -------- |
| رقابت فیلم بین‌الملل    | زردآلوی طلایی برای بهترین فیلم                          | آرارات                                                | آتوم اگویان        | کانادا   |
| رقابت مستند بین‌الملل   | زردآلوی طلایی برای بهترین فیلم مستند                    | Tale About Pegasus (ارمنی: Հեքիաթ թեվավոր ձիու մասին) | آرمن خاچاتریان     | ارمنستان |
| رقابت فیلم کوتاه       | زردآلوی طلایی برای بهترین فیلم کوتاه                    | Je m'appelle                                          | استفانی المادجیان  | فرانسه   |
| پویانمایی و فیلم تجربی | زردآلوی طلایی برای بهترین فیلم به زبان ارمنی            | Freedub 1                                             | استفانی المادجیان  | فرانسه   |
| جایز ویژه هیئت ژوری    | جایزه ویژه هیئت ژوری برای بهترین فیلم                   | A Place in the World                                  | آرتور آریستاکیسیان | روسیه    |
| جایز ویژه هیئت ژوری    | جایزه ویژه هیئت ژوری برای بهترین پویانمایی و فیلم تجربی | Ligne de Vie                                          | سرژ آویدیکیان      | فرانسه   |
| Special Mention        | Special Mention برای بهترین فیلم مستند                  | I Died in Childhood...                                | گئورگی پارادژانوف  | روسیه    |